# جورج فون بيكيسي
جورج فون بيكيسي (Georg von Békésy) ـ (3 يونيو 1899 ـ 13 يونيو 1972) فيزيائي وعالم وظائف أعضاء أمريكي من أصل مجري، حصل على  جائزة نوبل في الطب لعام 1961.

## أبحاثه
ألقت أبحاث بيكيسي الكثير من الضوء على فهم العلماء لعملية السمع وغيرها من العمليات الحسية عند الإنسان. بدأ بيكيسي عقب حصوله على الدكتوراه في الفيزياء من جامعة بودابست المجرية بإجراء أبحاث في مشاكل الاتصالات الهاتفية، وهو ما فتح الطريق أمامه فيما بعد لدراسة حركية قوقعة الأذن الداخلية عند الإنسان. وقد استكمل بيكيسي دراساته حول عملية السمع عند الإنسان في الولايات المتحدة الأمريكية عقب انتقاله إليها عام 1947، وكانت هذه الأبحاث هي ما مهد له الطريق للحصول على جائزة نوبل في الطب والفيزيولوجيا عام 1961.

## روابط خارجية
- جورج فون بيكيسي على موقع الموسوعة البريطانية (الإنجليزية)
- جورج فون بيكيسي على موقع مونزينجر (الألمانية)
- جورج فون بيكيسي على موقع إن إن دي بي (الإنجليزية)